# HU-345
HU-345 (カンナビノールキノン)は、親化合物のカンナビノールよりも強く、大動脈輪の血管新生を阻害する薬物である。